# Parti Voix du peuple
Le Parti Voix du peuple abrégé PVP (en arabe : حزب صوت الشعب) ou simplement Voix du peuple, est un parti politique algérien agréé en 2019. Il est dirigé par Lamine Osmanie, ancien membre du Front national algérien.
Le parti tient son congrès constitutif le 27 avril 2019.

## Résultats électoraux

### Élections législatives
| Année | Résultats | Résultats | Sièges  | Rang |
| Année | Voix      | %         | Sièges  | Rang |
| ----- | --------- | --------- | ------- | ---- |
| 2021  | 13 103    | 0,28      | 3 / 407 | 6e   |

### Élections sénatoriales
| Année | Résultats | Résultats | Sièges  | Rang |
| Année | Voix      | %         | Sièges  | Rang |
| ----- | --------- | --------- | ------- | ---- |
| 2022  |           |           | 2 / 174 | 6e   |